# Sint-Martinuskerk (Neer)

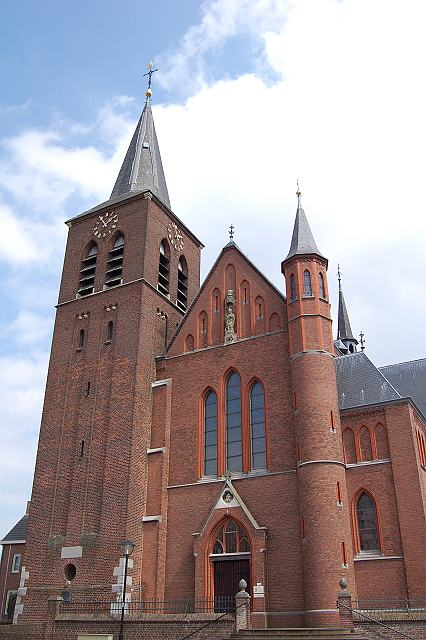
Westgevel Sint-Martinuskerk

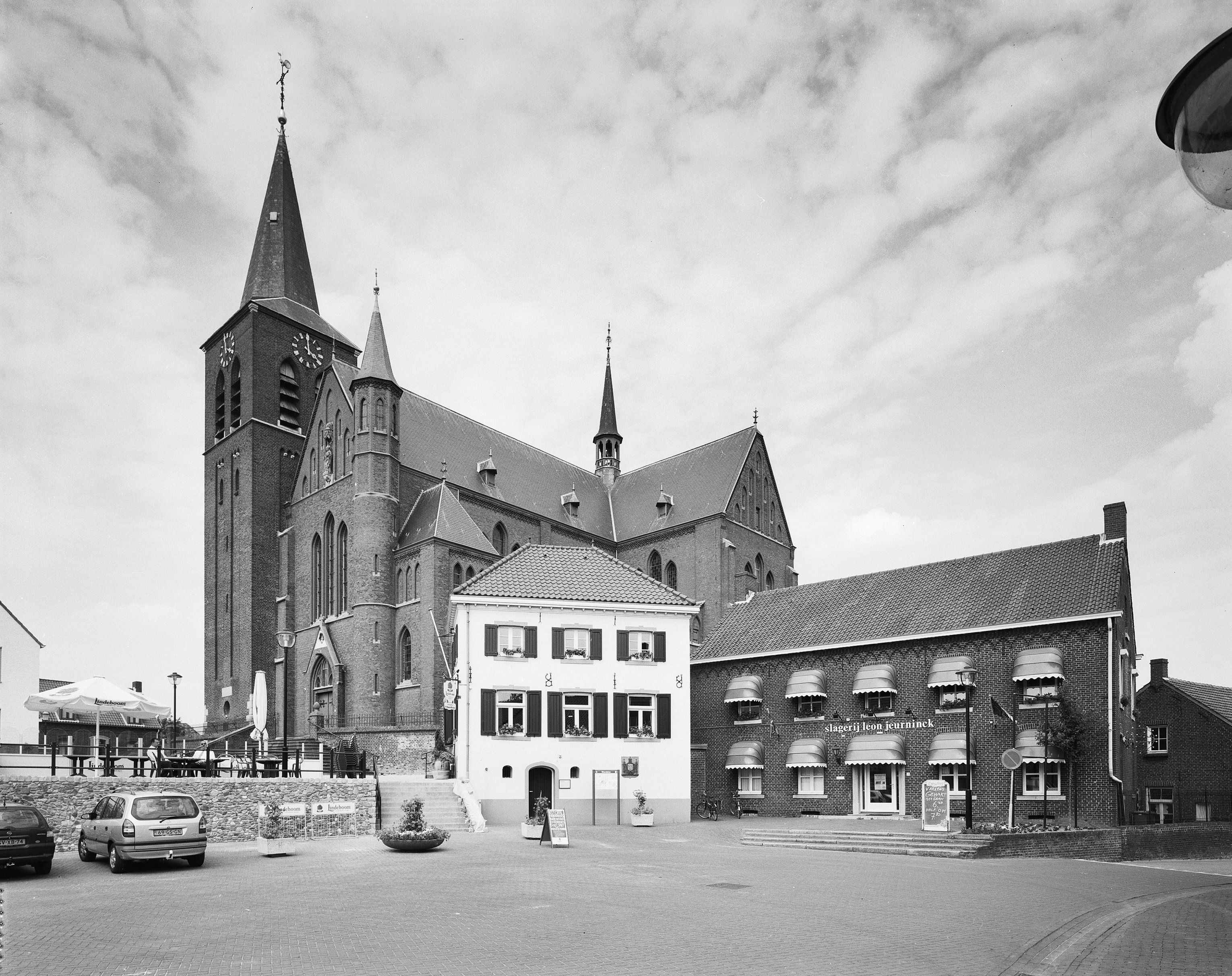
Sint-Martinuskerk

De Sint-Martinuskerk is de parochiekerk van Neer, gelegen aan Kerkplein 4.

## Geschiedenis
Reeds in de 12e eeuw was er, op dezelfde plaats als de huidige kerk, een kerk en een kerkhof. In 1999 werd archeologisch onderzoek uitgevoerd en werden funderingen van Maaskeien en een boomkistgraf blootgelegd. Verder werd een wierookvat uit de 12e eeuw of eerder aangetroffen. Mogelijk is de kerk dus nog ouder. Pas in 1203 werd voor het eerst schriftelijk melding van kerk en parochie gedaan. Het patronaatsrecht was toen in handen van de Abdij van Munsterbilzen.
Het oudste deel van de huidige kerk is de torenvoet, uitgevoerd in baksteen met aan de binnenkant mergelsteen. Deze wordt gedateerd in de 2e helft van de 14e eeuw. Ook is er een wijdingssteen uit 1447, betrekking hebbend op de inwijding van een bakstenen gotische pseudobasiliek. Deze kerk werd in 1830 uitgebreid met één travee en een nieuw koor. In 1895 werd de zuidelijke zijbeuk hersteld en voorzien van een ingangspartij in neogotische stijl. In 1909 werd het gebouw gesloopt en werd een nieuw kerkgebouw in neogotische stijl gebouwd dat in 1910 in gebruik werd genomen. Architect was Caspar Franssen.

## Gebouw
Het gebouw ligt op een verhoging. Het betreft een georiënteerde driebeukige bakstenen kruisbasiliek. Er is een aangebouwde toren en een vieringtorentje. De voorgevel wordt links door de toren, en rechts door een rond traptorentje met achtkante bovenbouw geflankeerd. De toren werd in 1954 grotendeels vernieuwd.
De bogen, gewelfribben en dergelijke zijn uitgevoerd in schoon metselwerk in rode baksteen uitgevoerd. De tussenliggende vlakken zijn wit.
Naast veel 19e- en 20e-eeuwse voorwerpen bezit de kerk ook twee communievanken in renaissancestijl uit het eerste kwart van de 17e eeuw, afkomstig van het klooster Keizerbosch. Een houten Marianum is van ongeveer 1525 en wordt toegeschreven aan de Meester van Elsloo. Ook zijn er diverse gepolychromeerde houten heiligenbeelden, waarvan de oudste uit de 4e helft van de 15e eeuw dateren. Ook zijn er prcessiekruisen en dergelijke.
De gebrandschilderde ramen in koor en transept zijn van Max Weiss (1947). Charles Eyck vervaardigde de gebrandschilderde vensters in de westgevel.